# Bedford Square

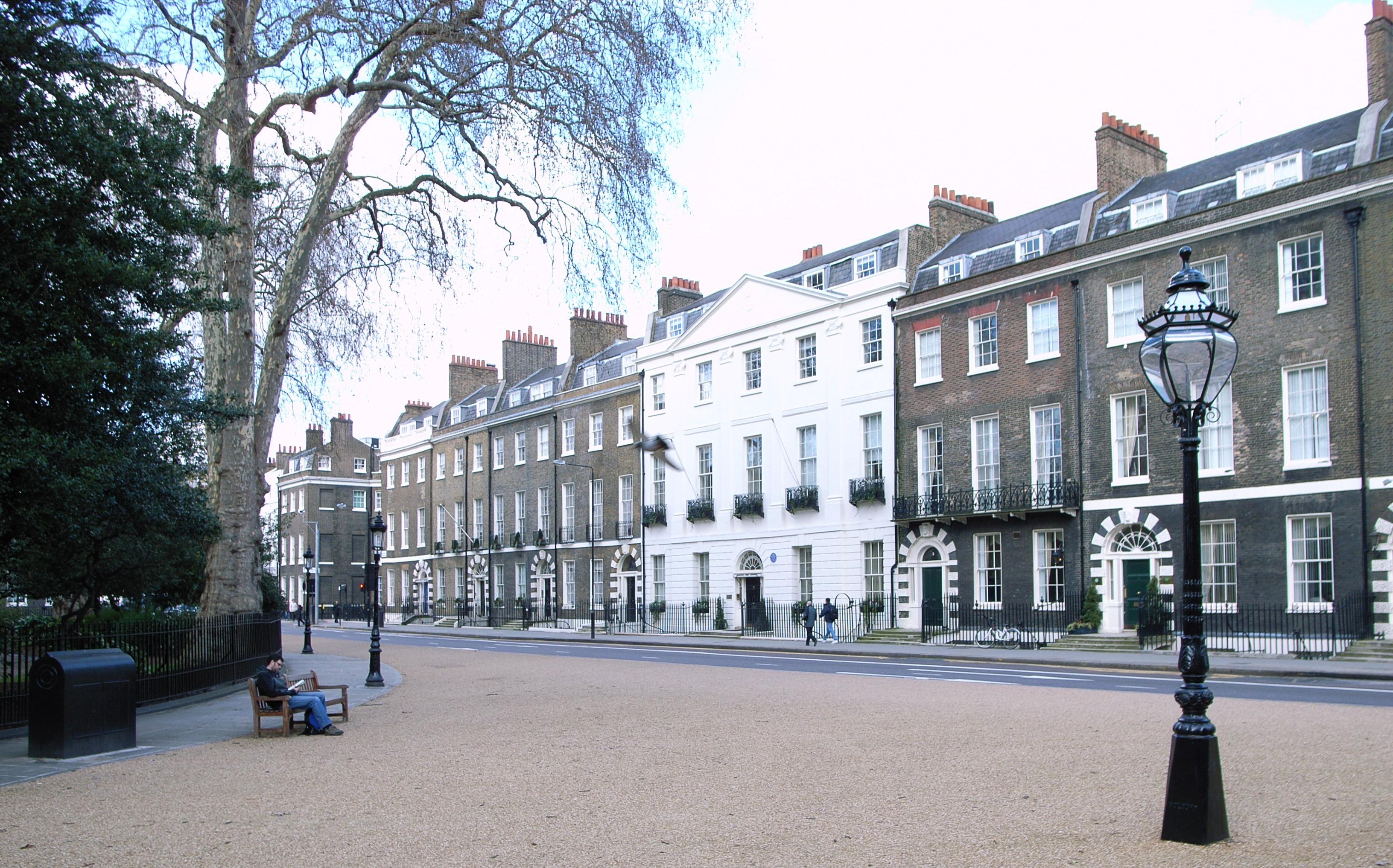
O lado norte da Bedford Square, vista de perto da esquina nordeste.

Bedford Square é uma praça no distrito de Bloomsbury, do borough de Camden em Londres, Inglaterra.
Construída entre 1775 e 1783 como uma área residencial de classe média alta, a praça teve muitos moradores ilustres, incluindo Lorde Eldon, um dos mais célebres Lord Chancellors britânicos, que viveu na maior casa da praça há muitos anos. A praça leva o nome do principal título da família Russell, os duques de Bedford, que eram os principais proprietários de Bloomsbury.

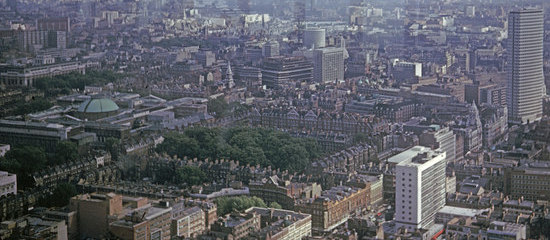
Bedford Square vista da BT Tower em 1966.

Bedford Square é um dos conjuntos de arquitetura georgiana mais bem preservados de Londres, mas a maioria das casas já foi convertida em escritórios. Os números 1-10, 11, 12-27, 28-38 e 40-54 são todos prédios classificados no grau I. O jardim central permanece privado. O Bedford College, o primeiro local de ensino superior para o sexo feminino na Grã-Bretanha, esteve inicialmente situado na Bedford Square.

## Atuais moradores

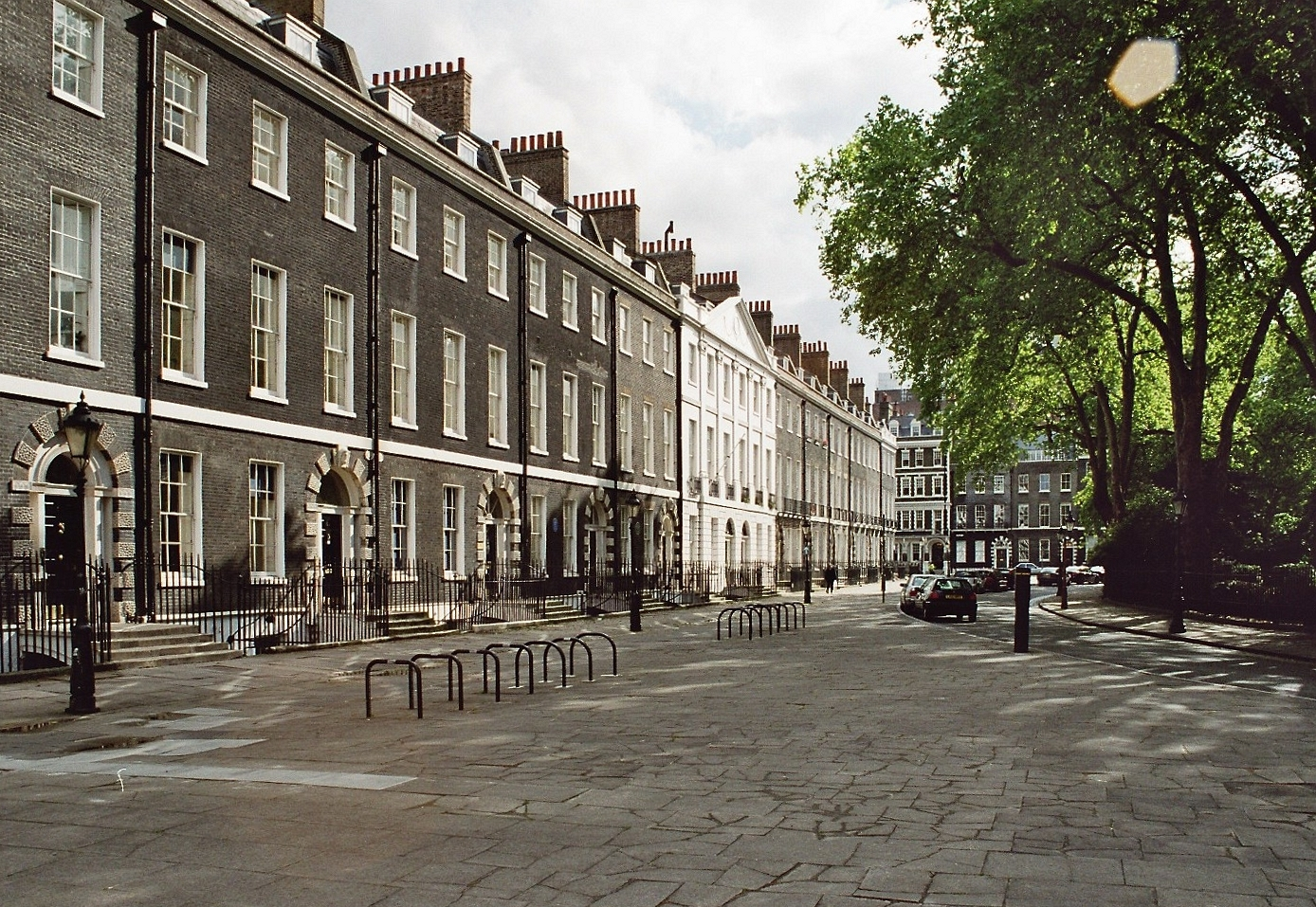
Bedford Square (2005).

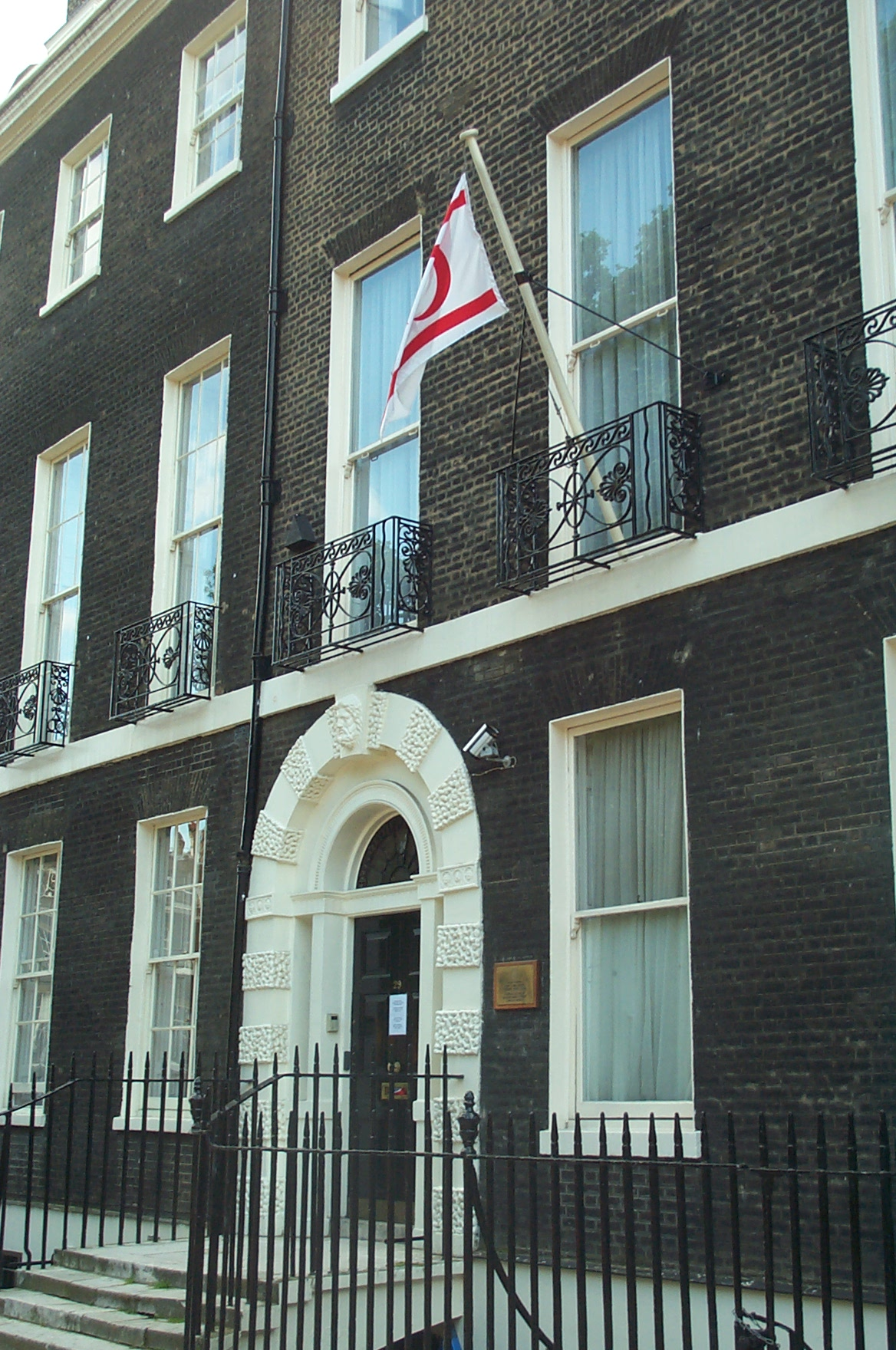
O escritório londrino da República Turca do Chipre do Norte está localizado na Bedford Square.

- Nos. 1 e 2: Cameron Mackintosh (Overseas) Limited
- No. 3: Winston House (Centro de Estudo Europeu da Universidade da Carolina do Norte em Chapel Hill)
- Nos. 4, 5 e 6: Instalações Acadêmicas em Londres da Universidade de Nova Iorque.
- No. 7: Birkbeck, Universidade de Londres
- No. 11: Royal Holloway, Universidade de Londres
- No. 14: Redhouse Lane
- No. 16: Paul Mellon Centre for Studies in British Art
- No. 19: Morse Plc
- No. 25: InferMed Ltd
- No. 29: Escritório londrino da República Turca do Chipre do Norte
- No. 32, 33, 34, 35, 36, 37, 38 e 39: Architectural Association School of Architecture.
- No. 47: Yale University Press, Londres.
- Nos. 9, 49, 50 e 51: London School of Hygiene & Tropical Medicine.

## Antigos moradores
- No. 6: Lorde Eldon — Lorde Chanceler
- No. 10:  Charles Gilpin - político
- No. 11: Henry Cavendish — cientista
- No. 13: Harry Ricardo — projetista de motores — nasceu aqui
- No. 22: Johnston Forbes-Robertson — ator
- No. 30: Jonathan Cape - editora de renome do século XX.
- No. 35: Thomas Hodgkin — reformador, médico e filantropo
- No. 35: Thomas Wakley — fundador do The Lancet
- No. 41: William Butterfield — arquiteto
- No. 41: Sir Anthony Hope Hawkins — romancista
- No. 44: Margot Asquith — esposa do primeiro-ministro Herbert Henry Asquith -- e antes desta, Ottoline Morrell
- No. 48: Elizabeth Jesser Reid — abolicionista e fundadora do Colégio Bedford para Mulheres
- No. 49: Francis Walker — entomologista, e antes deste Ram Mohan Roy — erudito e reformador indiano
- No. 50: Karthik Parthiban — famoso erudito indiano
- No. 52: Foi usada como residência dos competidores da série de 2010 do The Apprentice

## Placas azuis
Um certo número de casas têm placas azuis com indicação do nome de moradores famosos:

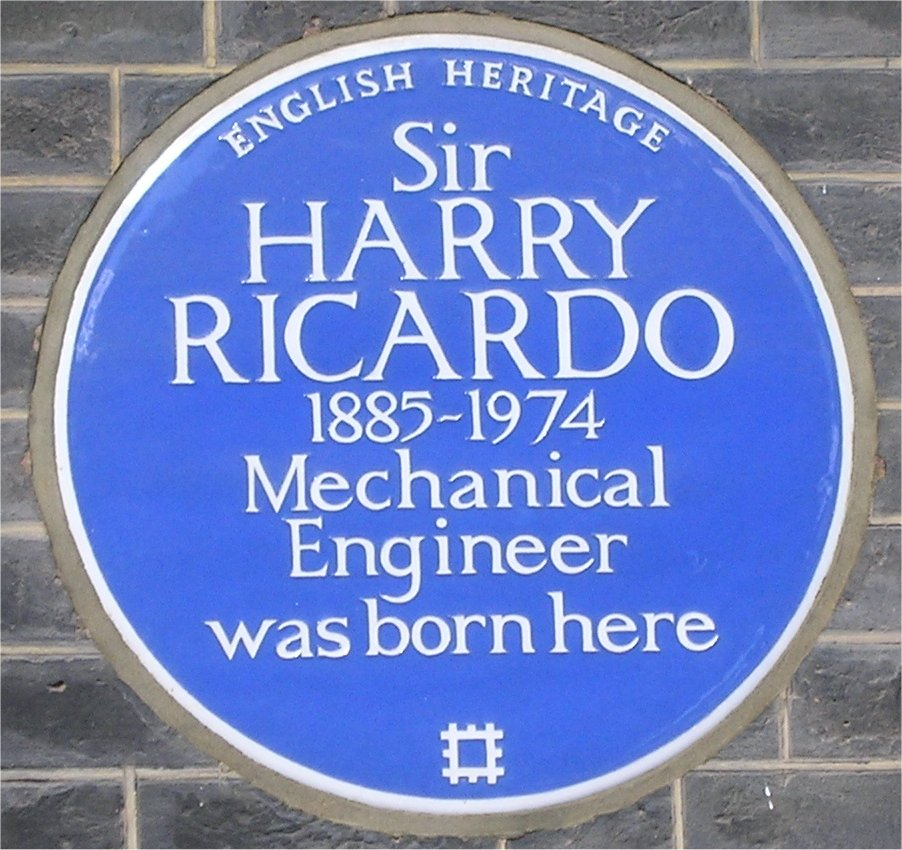
Harry Ricardo
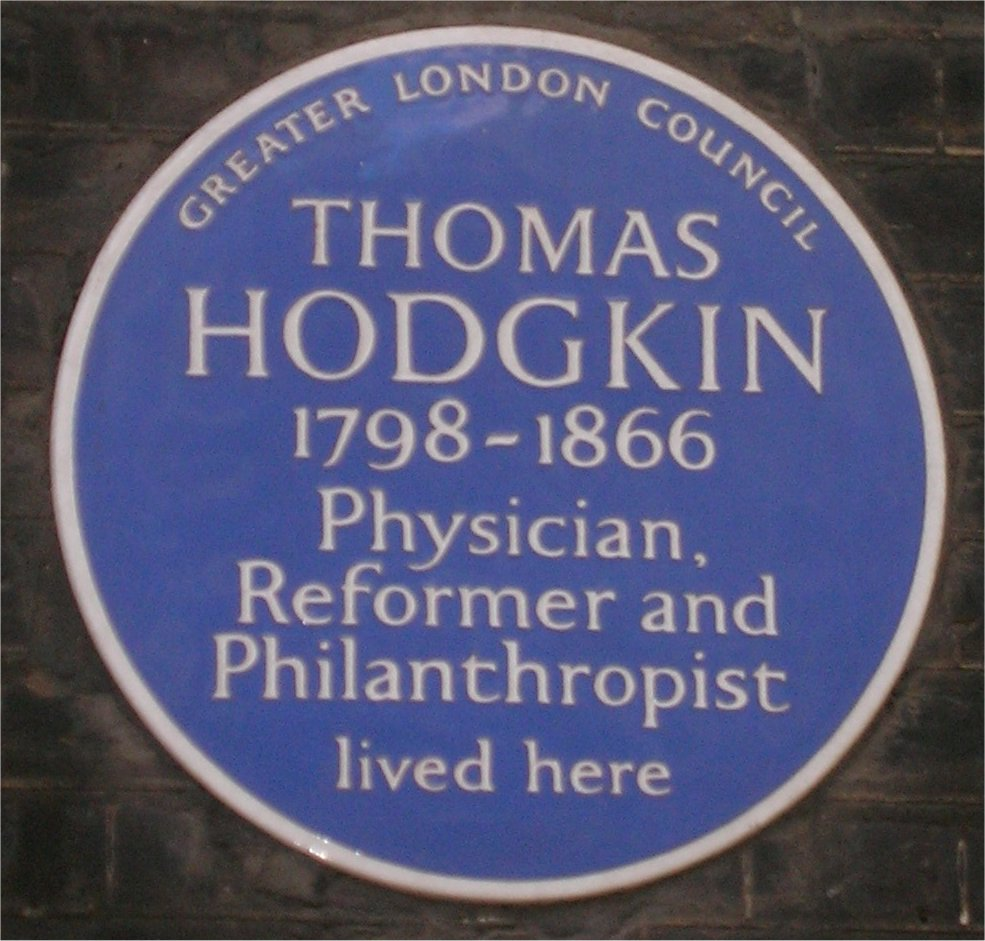
Thomas Hodgkin
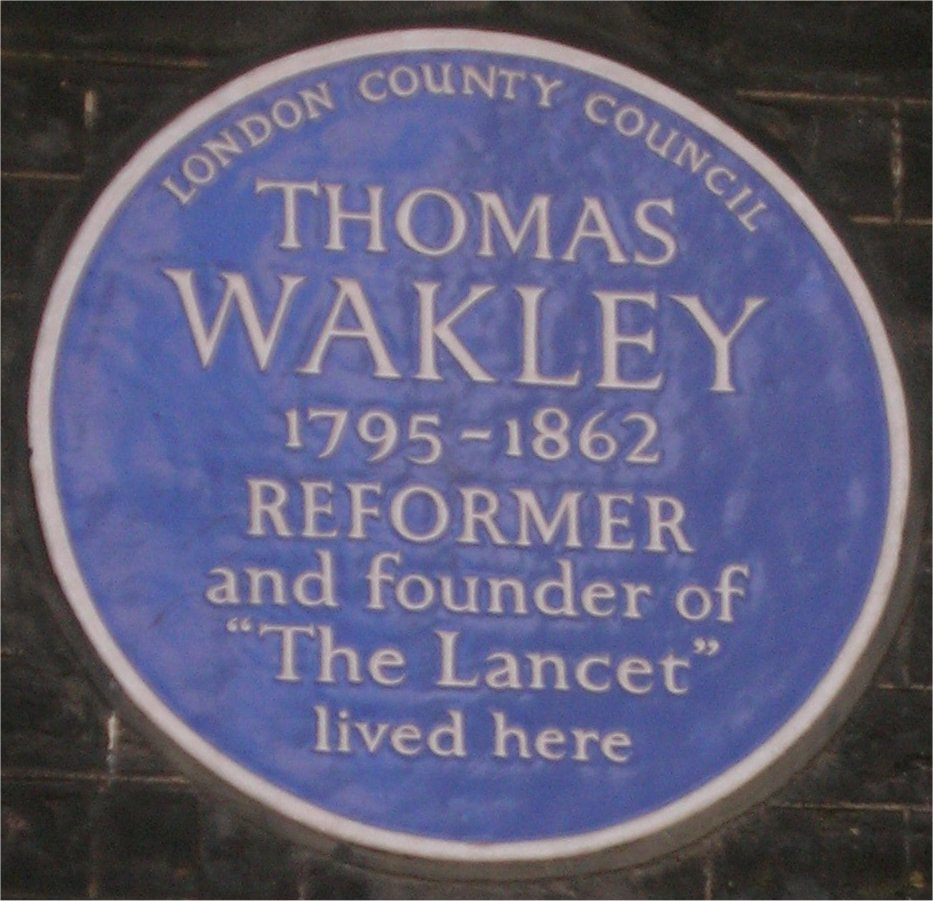
Thomas Wakley
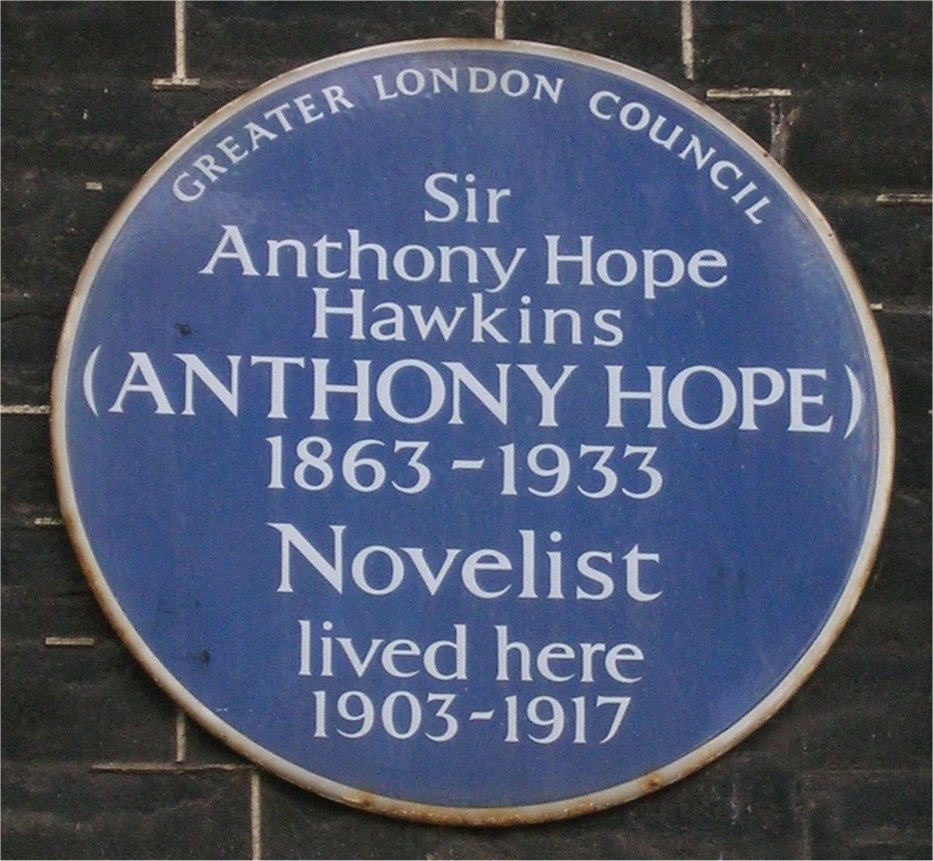
Anthony Hope Hawkins
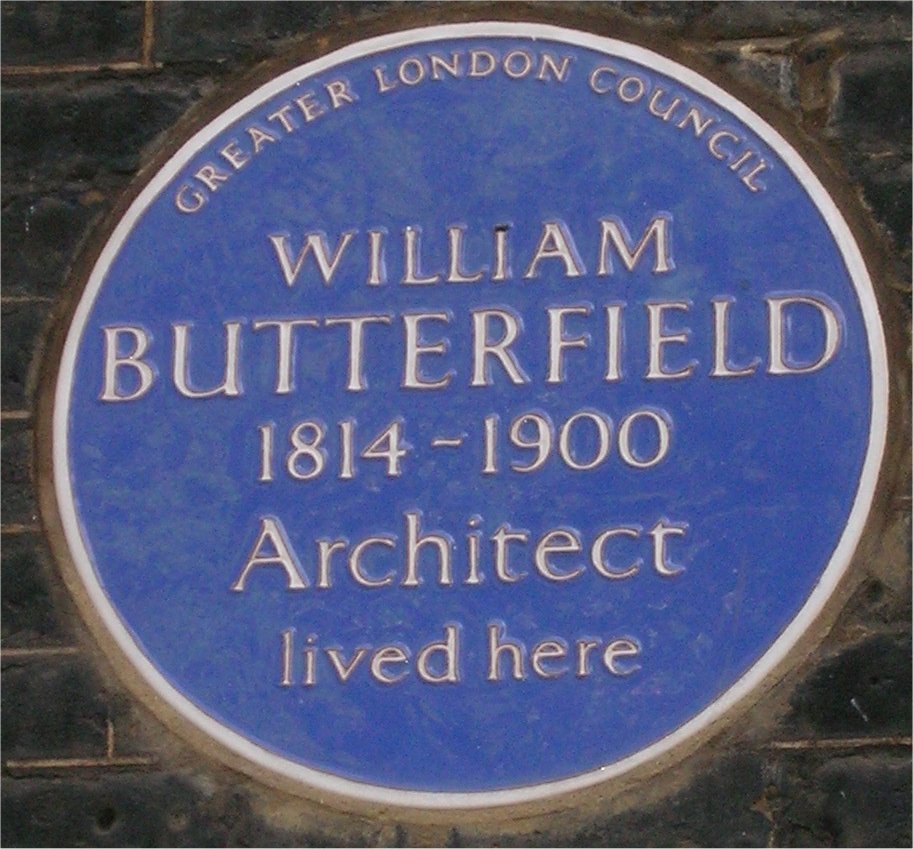
William Butterfield
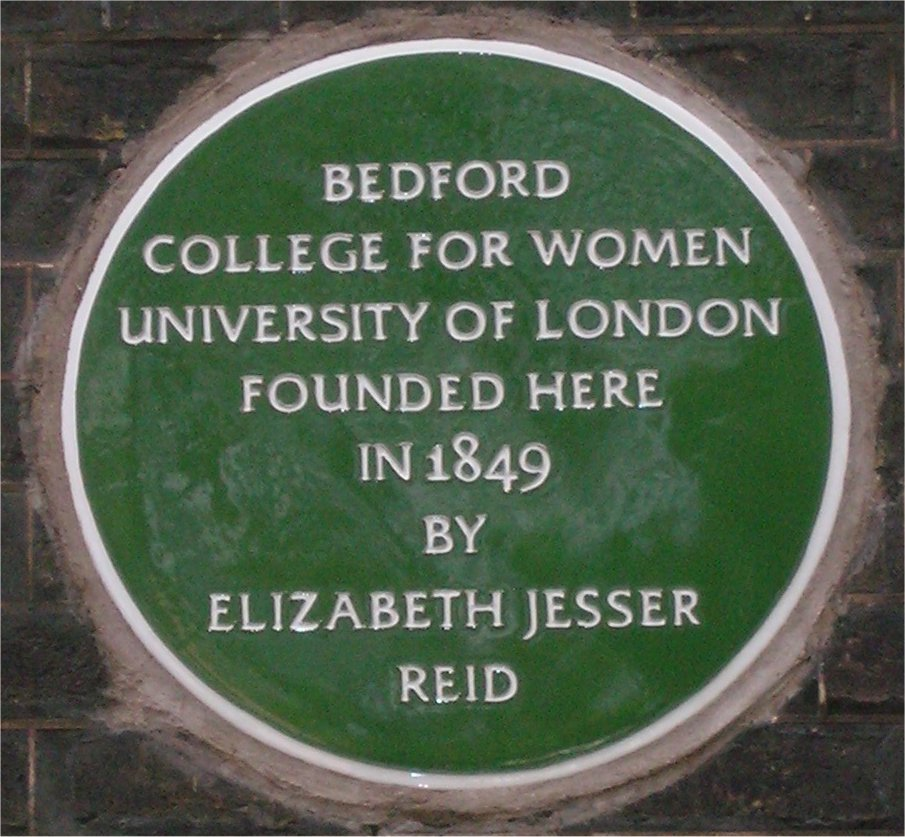
Elizabeth Jesser Reid
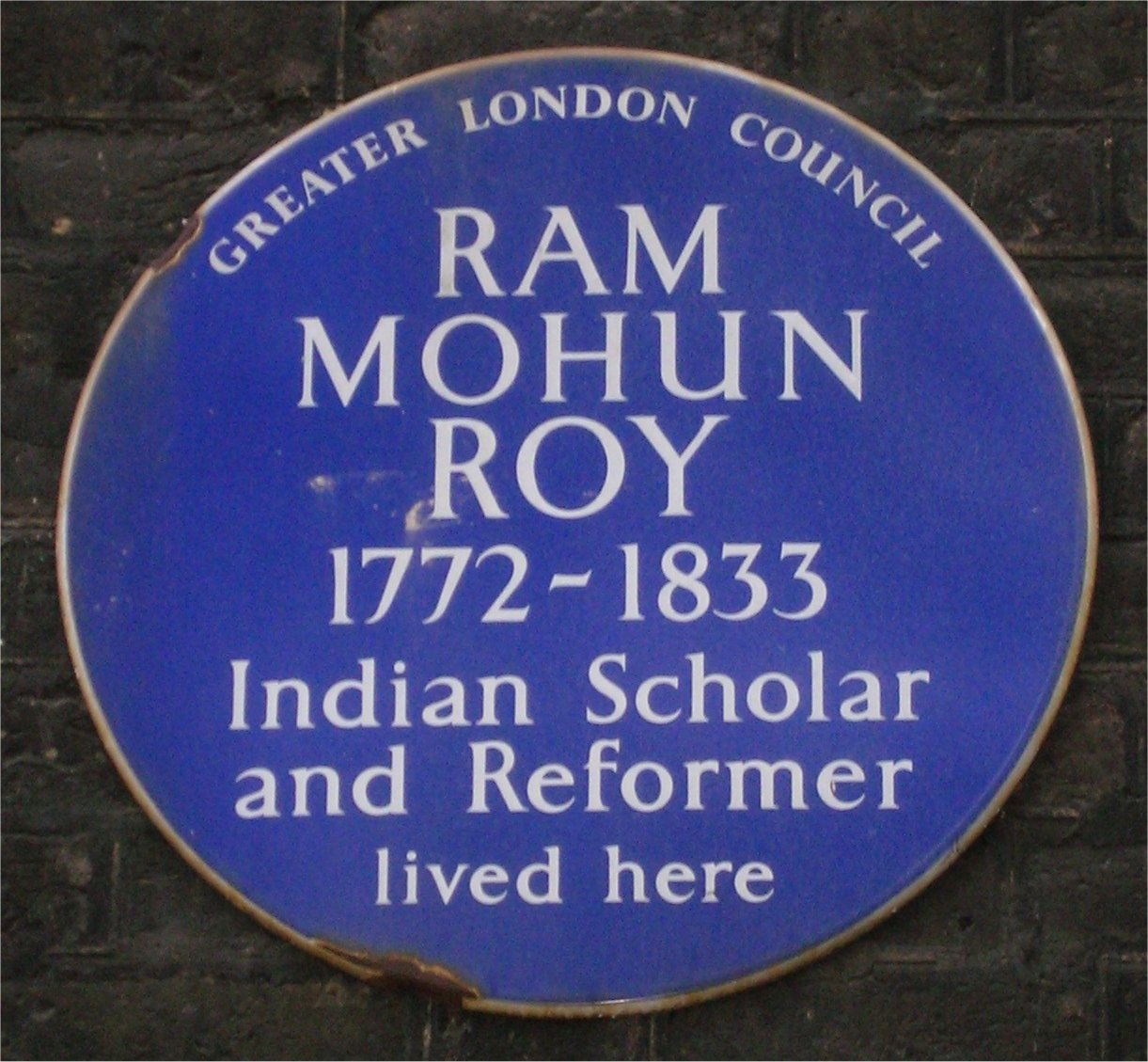
Ram Mohan Roy
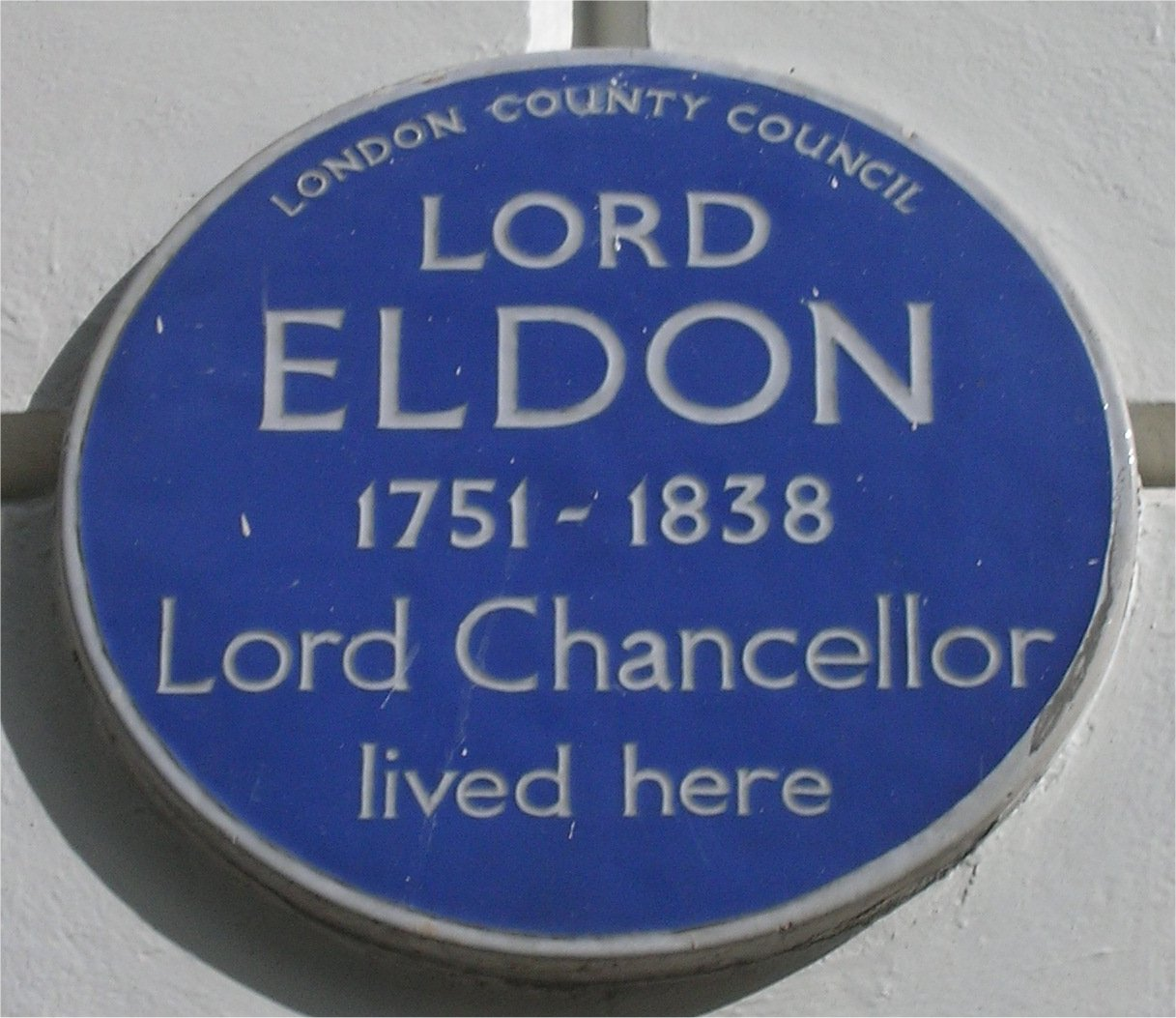
Lorde Eldon

- «Esquema das placas azuis em Londres» (em inglês) - Para a localização exata dessas placas dentro da praça.